# Такие разные судьбы
«Такие разные судьбы» (фр. Le Mouton à cinq pattes — Баран с пятью ногами) — французский кинофильм с Фернанделем в шести ролях. В одной из второстепенных ролей снялся Луи де Фюнес.
В Париже под названием «Баран с пятью ногами» через шесть лет после показа картины Вернея будет открыта сеть бутиков.

## Сюжет
Небольшая деревушка Трезильян стала местом сенсации: в семье Эдуарда Сен-Форже родилось пять близнецов. Всех он назвал по буквам латинского алфавита от «А» (Ален) до «Е» (Этьена).
Когда пятиняшки подросли, отец рассорился с детьми и выгнал их из родного дома. Односельчане решили помирить неуживчивого отца-героя со своими чадами и к 40-летию их рождения пригласить в родную деревеньку. Мэр по такому случаю решил даже вызвать самого Президента. С почётной миссией примирения был отправлен за детьми гонец, крёстный сыновей Эдуарда — доктор Мариус Боллэн. В день торжества у Дезире (одного из братьев) жена рожает ещё шестерых близняшек.

## В ролях
- Фернандель — Эдуард Сен-Форже/Алэн/Бернар/Шарль/Дезире/Этьен
- Луи де Фюнес — Пилат
- Ноэль Роквер — Антуан Бриссар
- Франсуаза Арнуль — Марианна Дюран-Перрен
- Эдуар Дельмон — доктор Боллен
- Андрекс — моряк
- Дарио Морено — моряк
- Жорж Шамра — мсье Дюран-Перрен
- Полетт Дюбо — Соланж
- Рене Женен — мэр

## Премии
- 1954 — Премия «Золотой Леопард» на Международном кинофестивале в Локарно
- 1956 — Фильм номинирован на «Оскар» за лучший оригинальный сценарий для кинофильма